# Chuta cholero
El ch'uta cholero es un personaje tradicional del Carnaval de la ciudad de La Paz, Bolivia. Es considerado patrimonio histórico, cultural e inmaterial del Estado boliviano, según la Ley N° 184 de 7 de noviembre de 2011.

## Historia
El origen del personaje del ch'uta parece estar situado en el pueblo de Caquiaviri de la provincia de Pacajes, tal como reconoce la resolución 2078 del año 2008, emitida por la Prefectura del departamento. Sin embargo, Corocoro también reclama ser considerada como la cuna y origen de este personaje.En todo caso, el origen está, con seguridad, en la provincia de Pacajes.  

Algunas personas consideran al ch'uta como protector de la cosecha. Según Antonio Paredes Candia, el nombre ch'uta hace referencia a los pongos de la época republicana: indígenas que cumplían obligaciones gratuitas para el dueño de la hacienda por tiempos determinados, trasladándose de la comunidad a la hacienda y a la ciudad, lo que explicaría la importancia de la relación campo/ciudad en la danza del ch'uta. En el libro Fiestas Populares de Bolivia de Paredes Candia, en el capítulo octavo, se lee:   
El Chuta: Disfraz preferido por el individuo de la clase popular, tan tradicional como el pepino, pero sensiblemente va desapareciendo en los últimos años. Se lo conoce también por los nombres de aljeris y corocoreños. Tiene su origen en el antiguo traje del ponguito. 
Otra posible explicación del nombre la da el antropólogo David Mendoza, quien considera que el nombre proviene del denominativo ch'ukutas (con el que se conoce a los habitantes de la ciudad de La Paz) y del nombre del río Choqueyapu. 
Una de las características del ch'uta es la voz de falsete, característica que comparte con el "pepino", otro personaje del carnaval paceño. 
El baile del ch'uta se practica entre las últimas semanas del mes de noviembre y se extiende hasta el mes de abril, articulando las ceremonias del inicio de las cosechas en el campo y diversas fiestas del santoral católico. 

## Denominación
Con su paso a la ciudad, se completó el nombre de "ch'uta" a "ch'uta cholero", aludiendo a las dos cholas que, por lo general, acompañan al ch'uta, una de cada brazo, esto se origino en la etapa posterior a la Guerra del Chaco, pues el Ch'uta debía danzar con la pareja y con la madre viuda. Esta añadidura, además de ser testigo del paso de este personaje del campo a la ciudad, puso de manifiesto la importancia de las mujeres en la organización de las festividades. El cambio de nombre sucedió en 1985, cuando Héctor Quisbert y Cristina Yujra tuvieron la idea de hacer que un ch’uta bailase con dos cholas, algo que antes no existía. y que aun hoy no está del todo generalizado, pues todavía hay ch'utas que bailan con una sola pareja.  La añadidura de "cholero" comenzó a extenderse desde el año 2000, cuando varias comparsas empezaron a completar sus nombres. A este respecto, pueden citarse las siguientes fraternidades, entre otras: "Los celosos y sus lindas celositas del Carnaval", "Fiesta ch’okopitas y sus lindas mamacitas diamantinas" y "Ch’utas Súper Papis Bronco Amigo y sus lindas Mamis 0 km".  

## Vestimenta
El origen de la vestimenta según Antonio Paredes Candia, se encuentra en la imitación a los habitantes extranjeros que radicaban en Corocoro. La máscara tiene ojos celestes, mejillas rosadas y bigote estilo kaiseriano; la vestimenta tomó elementos de los indígenas que trabajaban en las minas de Corocoro y la vestimenta de los mineros de dicha localidad.
El ch'uta lleva una chaquetilla bordada corta, que llega hasta la cintura, pantalón también bordado, abombachado en la parte del muslo y ajustado a los tobillos, careta de alambre milimétrico, lluchu o sombrero, chuspa, zapatos o abarcas, corbata y camisa.

## Galería

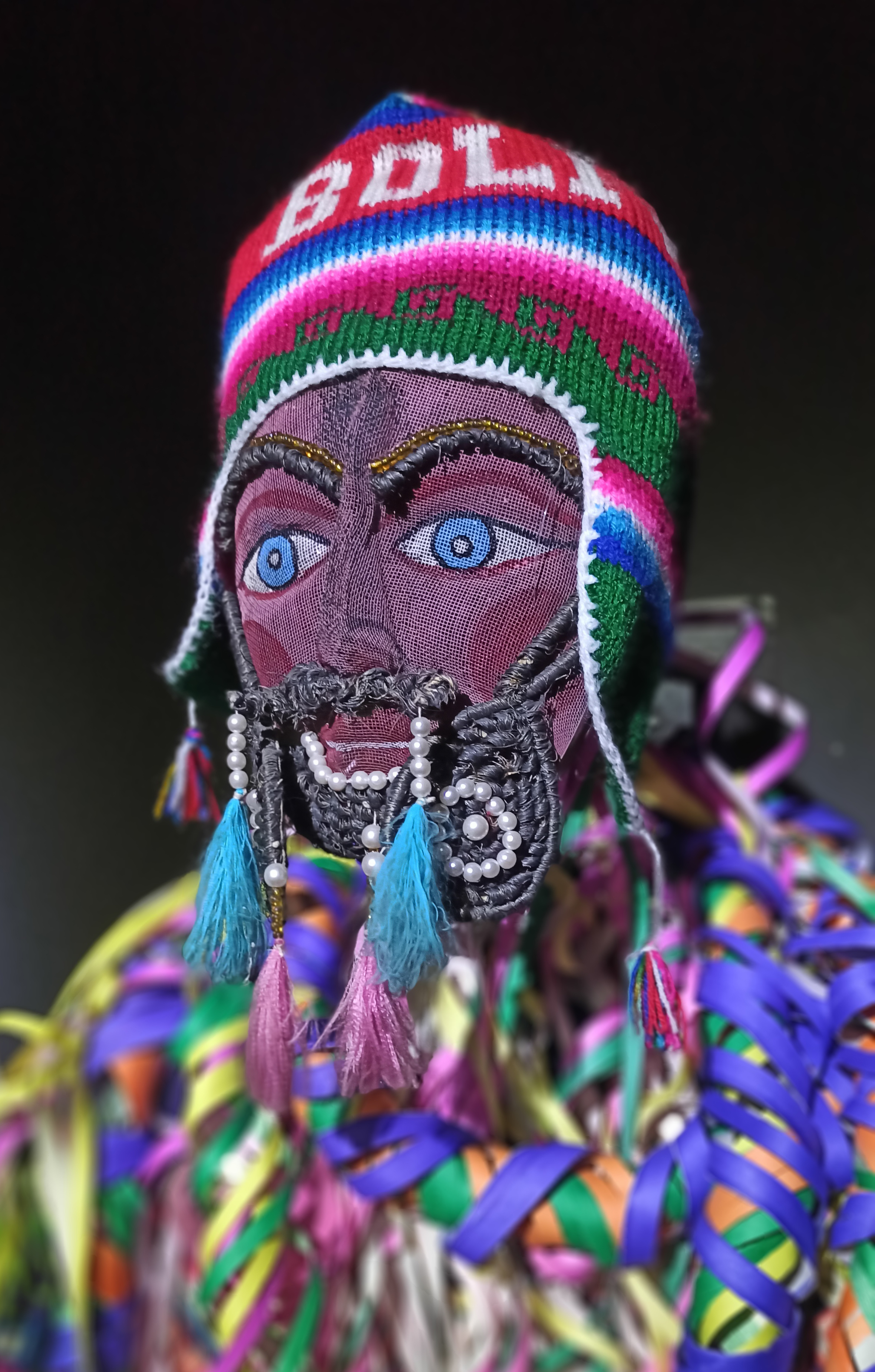
Máscara de ch'uta
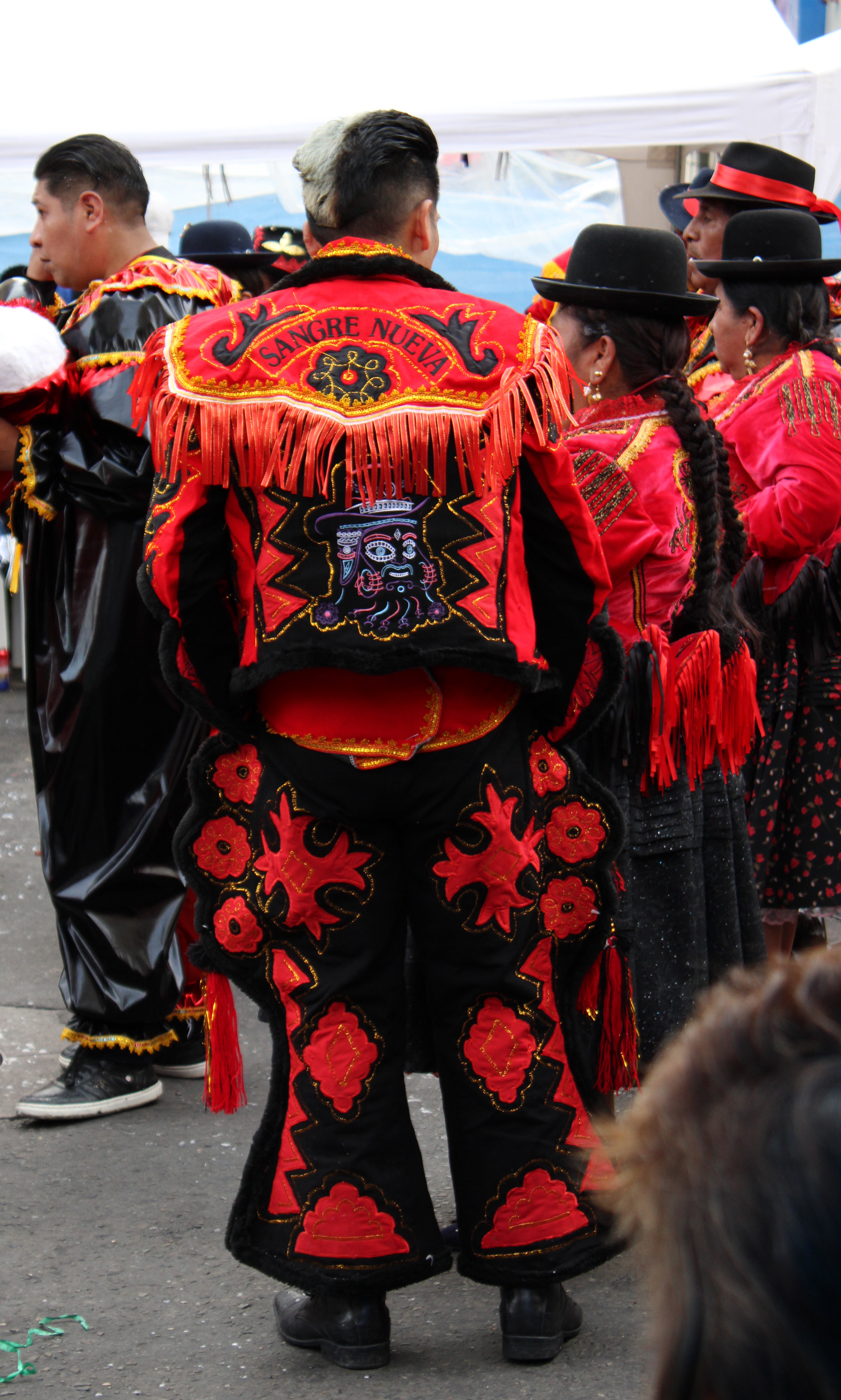
Traje de chuta visto desde atrás
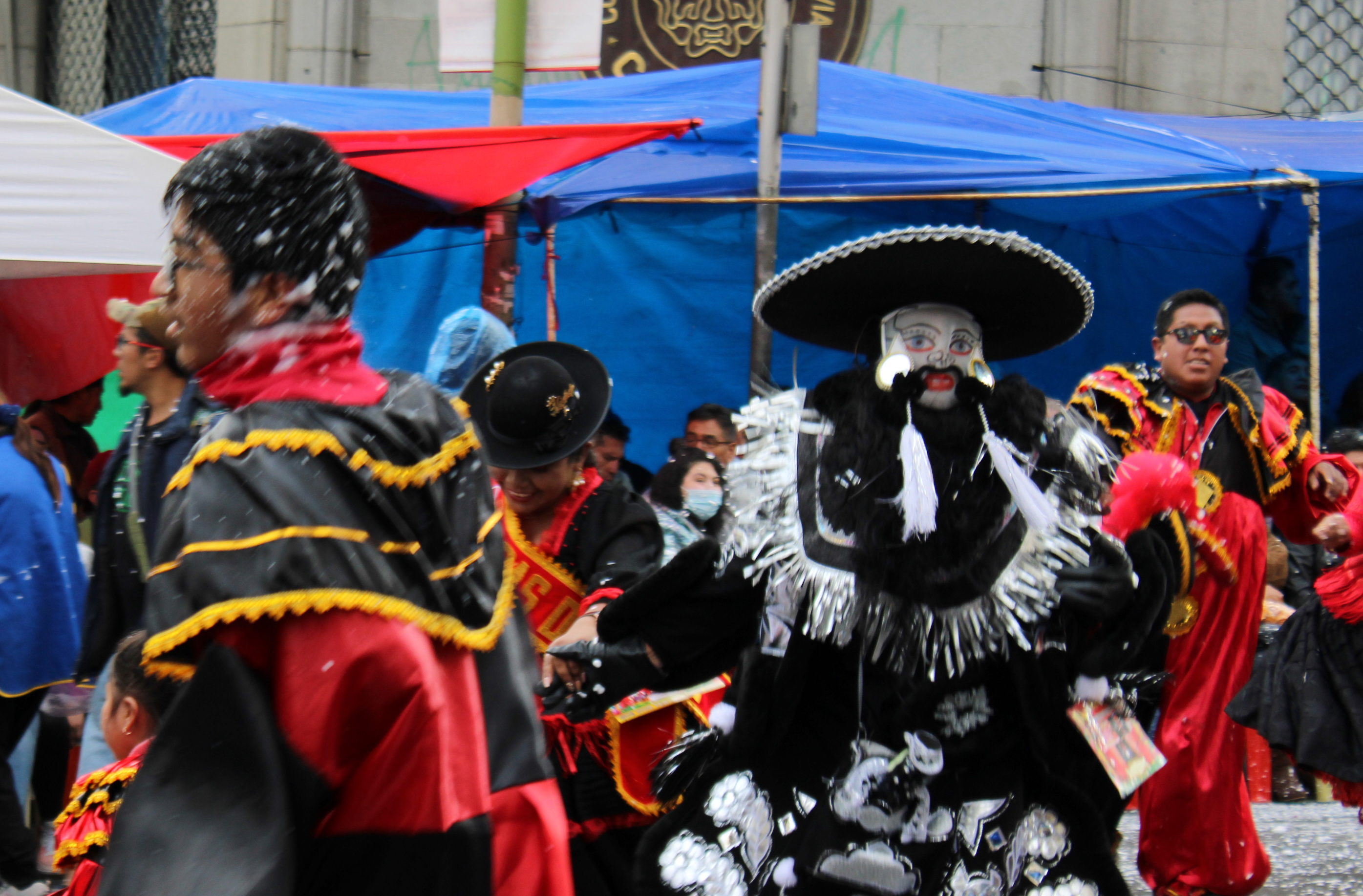
Comparsa de chutas
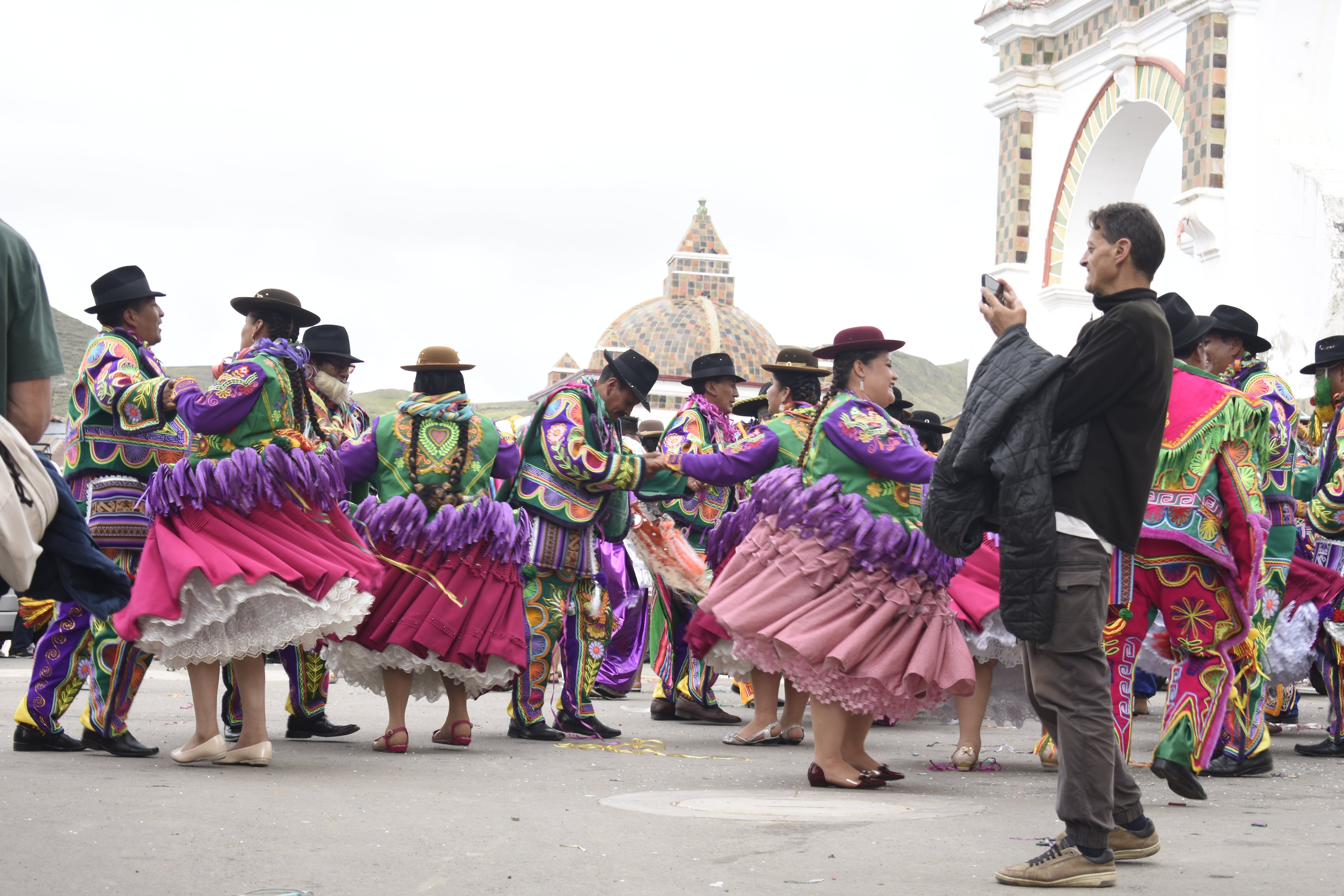
Bailarines en la plaza principal de Copacabana